# Щебзавод (Кемеровская область)
Щебзаво́д — посёлок в Беловском районе Кемеровской области. Входит в состав Старобачатского сельского поселения.

## География
Центральная часть населённого пункта расположена на высоте 248 метров над уровнем моря.

## Население
| 2010 |
| ---- |
| 1302 |

### Гендерный состав
По данным Всероссийской переписи населения 2010 года, в посёлке Щебзавод проживает 1302 человека (593 мужчины, 709 женщин).

## Известные уроженцы, жители
- Копылов, Роман Юрьевич — российский боец смешанных единоборств, представитель полусредней весовой категории в UFC.
- Суровцева, Марина Игоревна —  российская спортсменка, борец вольного стиля. Двухкратная чемпионка России. Участница чемпионата мира 2021.

## Инфраструктура
Щебзаводская основная общеобразовательная школа, детский сад. Сельский дом культуры. Медицинский пункт
Основа экономики — щебёночный завод.

## Транспорт
Доступен автомобильным транспортом. Остановка общественного транспорта «Щебзавод».